# Лалум, Адам
Адам Лалум (фр. Adam Laloum; род. 25 февраля 1987, Тулуза) — французский пианист.
Окончил Парижскую консерваторию в 2006 г. по классу Мишеля Бероффа, затем совершенствовался в Лионе под руководством Жери Мутье и в Гамбурге у Евгения Королёва, занимался также в мастер-классах Дмитрия Башкирова, Пауля Бадура-Шкоды, Паскаля Девуайона и Жан-Клода Пенетье. В 2009 г. выиграл в Швейцарии Конкурс пианистов имени Клары Хаскил. Участвовал в различных фестивалях камерной музыки во Франции. Гастролировал во многих странах мира, в том числе на Украине, где его исполнение Второго фортепианного концерта Иоганнеса Брамса получило высокую оценку:

Адам Лалум сыграл его со свойственными воспитанникам французской фортепианной школы мягкостью, красочностью и бравурной легкостью, скрывающими все технические сложности.